# Курко, Василий Николаевич
Васи́лий Никола́евич Курко́ (укр. Василь Михайлович Курко; род. 25 апреля 1995, Ильичёвск, Одесская область) — украинский футболист, защитник клуба «Оболонь».

## Клубная карьера
Василий Курко родился в Ильичёвске. Начал заниматься футболом сначала в местном футбольном клубе «Бастион», позже продолжил обучение в ФШИ донецкого «Металлурга». С 2012 года Василий Курко стал игроком клуба Премьер-лиги «Черноморец», однако в течение трех лет играл исключительно за ее дублирующий состав. В 2015 году стал игроком другой команды высшего украинского дивизиона — харьковского «Металлиста», однако в составе команды сыграл лишь 1 матч за дублирующий состав.
С начала 2016 года Курко стал игроком любительского клуба «Жемчужина» из Одессы. С начала сезона 2016—2017 одесская команда начала выступать во Второй лиге, а по итогам сезона становится победителем турнира Второй лиги, получив место в Первой лиге. Василий Курко стал основным футболистом команды, сыграв во Второй лиге в течение сезона 31 матч. В чемпионате 2017—2018 годов в Первой лиге футболист также удерживал место в основе одесской команды, сыграв в первой половине сезона 15 матчей.
В январе 2018 Василий Курко стал футболистом другого клуба первой лиги — луцкой «Волыни». Дебютировал за новую команду футболист 24 марта 2018 в победном домашнем матче с ахтырским «Нефтяником-Укрнефть». В сезоне 2018—2019 сыграл 27 матчей. По итогам сезона «Волынь» заняла третье место и завоевала право играть плей-офф за место в УПЛ, но уступили «Карпатам».
В сезоне 2020/21 защищал цвета перволигового «Прикарпатья» (16 матчей — 2 гола). Последним клубом игрока перед досрочным завершением чемпионата в связи с войной был второлиговый «Левый берег» (19 матчей — 2 гола).
30 июня 2022 подписал годовой контракт с ровненским «Вересом».
Участник футбольного турнира летней Универсиады 2017 года в составе студенческой сборной Украины, на турнире его команда заняла седьмое место.